# Geodia arma
Espèce
Geodia arma est une espèce d'éponges de la famille des Geodiidae présente dans la partie septentrionale de l'océan Pacifique, au sein de la chaîne sous-marine Hawaï-Empereur.

## Systématique
L'espèce Geodia arma est décrite par les spongiologues Helmut Lehnert (d) et Robert P. Stone (d) en 2019. Découverte en même temps que l'espèce Erylus imperator, ces deux espèces d'éponges sont les premières décrites originaires de la chaîne sous-marine Hawaï-Empereur,.

## Distribution
L'holotype de l'espèce est collecté à une profondeur de 298 m sur le mont Koko, un guyot de la chaîne sous-marine Hawaï-Empereur. Deux autres spécimens sont récoltés au même endroit à des profondeurs de 297 m et 300 m,.

## Publication originale
- (en) Helmut Lehnert et Robert P. Stone, « Two new species of Geodiidae (Porifera, Demospongiae, Astrophorina) from the Emperor Seamounts, North Pacific Ocean », Zootaxa, Magnolia Press (d), vol. 4671, no 3,‎ 18 septembre 2019, p. 381-395 (ISSN 1175-5334 et 1175-5326, OCLC 49030618, PMID 31716043, DOI 10.11646/ZOOTAXA.4671.3.4).